# Мария Глэдис
Мария Глэдис Мелло да Силва (род. 23 ноября 1939), известная как Мария Глэдис, — бразильская актриса. Бабушка актрисы и модели Мии Гот.

## Биография
Мария Глэдис родилась в пригороде Рио-де-Жанейро Чачамби. В трёхлетнем возрасте она заболела детским параличом, а в пятнадцать лет забеременела. Она переехала со своей семьёй в район Гражау, где родился её первый сын Глейсон; его отец вскоре покинул жену и новорожденного.
В конце 1950-х Глэдис решила заняться театральной карьерой и переехала с семьёй в Копакабану, в южной части Рио. В 1959 году она дебютировала в пьесе Артура Азеведо «О Мамбембе» в Муниципальном театре Рио-де-Жанейро, рядом с Фернандой Монтенегро, Фернандо Торресом, Сержио Бритто и Отало Росси, она оттачивала своё мастерство и повышала профессиональную квалификацию. В то же время, обучаясь на актрису, Глэдис стала частью компании Театра Жовем. На рекламном плакате к пьесе «Этаж кающихся» она появилась с открытой грудью, считаясь первой серьёзной актрисой Бразилии, которая столь откровенно продемонстрировала своё тело на публике. В 1962 году она работала в спектакле «Сетимо Сеу», поставленном её другом Домингушем де Оливейрой.
В в 1964 году она участвовала в фильме Руи Герры «Ружья», получившего «Серебряного медведя» на Берлинском фестивале.
На телевидении она участвовала в таких важных работах, как «Бриллиант», «Бандиты да Фаланж», «Невесты Копакабаны», «Хильда Фуракао», «Ангел, упавший с небес», «Луна сказала мне» и «Этот поцелуй». Но, несомненно, одним из её самых значительных персонажей была Люсимар да Силва в «Всё дозволено».
В 2016 году она сыграла доктора Элизабет Таканью в сериале TV Globo «В яму».